# Royaume de Fetu
Le royaume de Fetu est une petite monarchie côtière de la Côte de l'Or (actuel Ghana) au XVIIe siècle.

## Origine
La première mention du royaume de Fetu apparaît sur une carte européenne de 1602 de Luis Texeira. De nombreux petits royaumes sont voisins de celui de Fetu sur la Côte de l'Or comme Eguafo (également appelé Comendo), Saboe (également appelé Asebu) ou Abrem (également appelé Abrambou). Bien que royaume, Fetu ne s'étend que sur une vingtaine de kilomètres.

## Activité
Comme beaucoup de centres portuaires de la Côte de l'Or, Fetu est une place commerciale importante depuis le XVIe siècle en organisant des marchés quotidiennement et des foires annuelles ou bi-annuelles, pour du commerce régional et longue distance. Les portugais participent aux activités commerciales du royaume de Fetu en utilisant les réseaux déjà constitués avant leur arrivée mais ils seront supplantés par d'autres européens au XVIIe siècle, les anglais, les hollandais, les danois et les suédois. L'activité principale de Fetu est comme sur toute la côte africaine de cette région le commerce de l'or qui a donné son nom à la Côte de l'Or. Le royaume ne fournit pas d'esclaves mais Fetu participe occasionnellement à ce commerce qui profite à son port.

## Population
Le peuple de Fetu appelé Efutu ou Afutu est un peuple Akan qui parle la même langue que la population des royaumes voisins et sont proches culturellement des Fanti mais n'appartiennent pas au même courant migratoire.

## Les institutions
Le royaume est dirigé par un roi choisi dans un clan de haute lignée mais sans pouvoir autocratique, lequel est partagé avec des conseillers issus de deux classes de population, la classe de haute naissance et celle des jeunes guerriers. Le premier conseiller du roi appelé obcjammi est le chancelier et porte-parole, le deuxième appelé dey est en quelque sorte le trésorier. Ce dernier semble disposer de plus de pouvoir que le roi lui même qui assure surtout un rôle de roi-prêtre aux attributions liturgiques importantes. Le dey est maître des relations extérieures du royaume en maximisant les profits tirés du commerce avec les européens.

## La fin du royaume
De nombreuses guerres inter-ethnies émaillent les relations avec les états voisins et les opérations commerciales des différents européens qui se sont succédé au royaume de Fetu engendrent des rivalités qui se concrétisent en 1720 par l'incitation donnée par les anglais aux Fanti d'attaquer Fetu. C'est à partir de cette date ou peu après que Fetu est intégré dans la fédération de Fanti et disparaît en tant que royaume.